# 알프나흐슈타트 PB역
알프나흐슈타트 PB역(Bahnhof Alpnachstad PB)은 스위스 옵발덴주의 알프나흐 지자체에 있는 기차역이다. 필라투스 정상 부근을 오가는 필라투스 철도 랙 철도의 거점이다. 역은 브뤼닉선의 첸트랄반 알프나흐슈타트역 길 건너편에 있다.

## 운행편
다음 서비스는 알트슈타트 PB에서 정차한다.
- 5~10월: 필라투스 쿨름까지 40분 간격으로 운행.